# Greatest Hits (The Police)
Greatest Hits è una raccolta di successi del gruppo musicale britannico The Police, pubblicata nel 1992.
L'album raggiunge la prima posizione in classifica in Francia e Nuova Zelanda, la quarta in Norvegia e la decima nel Regno Unito.

## Tracce
1. Roxanne – 3:12
2. Can't Stand Losing You – 2:48
3. So Lonely - 4:48
4. Message in a Bottle – 4:49
5. Walking on the Moon – 5:01
6. The Bed's Too Big Without You - 4:24
7. Don't Stand So Close to Me – 4:02
8. De Do Do Do, De Da Da Da – 4:08
9. Every Little Thing She Does Is Magic – 4:20
10. Invisible Sun – 3:43
11. Spirits in the Material World – 2:58
12. Synchronicity II - 5:00
13. Every Breath You Take – 4:12
14. King of Pain – 4:57
15. Wrapped Around Your Finger – 5:14
16. Tea in the Sahara - 4:12

Una versione alternativa, con la copertina blu anziché bianca, contiene la riedizione del 1986 di Don't Stand So Close to Me al posto della versione originale.

## Formazione
- Sting - voce principale, basso
- Andy Summers - chitarra, cori
- Stewart Copeland - batteria